# مجرة المثلث
مجرة المثلث  أو مسييه 33 (بالإنجليزية: Triangulum Galaxy أو Messier 33 أو NGC 598) هي مجرة حلزونية تبعد نحو 3 ملايين سنة ضوئية عن الأرض، وتقع في كوكبة المثلث. ويسميها بعض هواة الفلك دولاب الهواء إلا أن تلك التسمية تنطبق فقط على مسييه 101.
تضم المجموعة المحلية ثلاث مجرات الكبيرة هي  مجرة المثلث  وأندروميدا ومجرتنا درب التبانة. تشغل المجموعة المحلية مكانا في الفضاء يبلغ نصف قطره 10 ملايين سنة ضوئية وتحتوي بالكامل على نحو 40 من المجرات معظمها مجرات قزمة.

## الحركة الذاتية

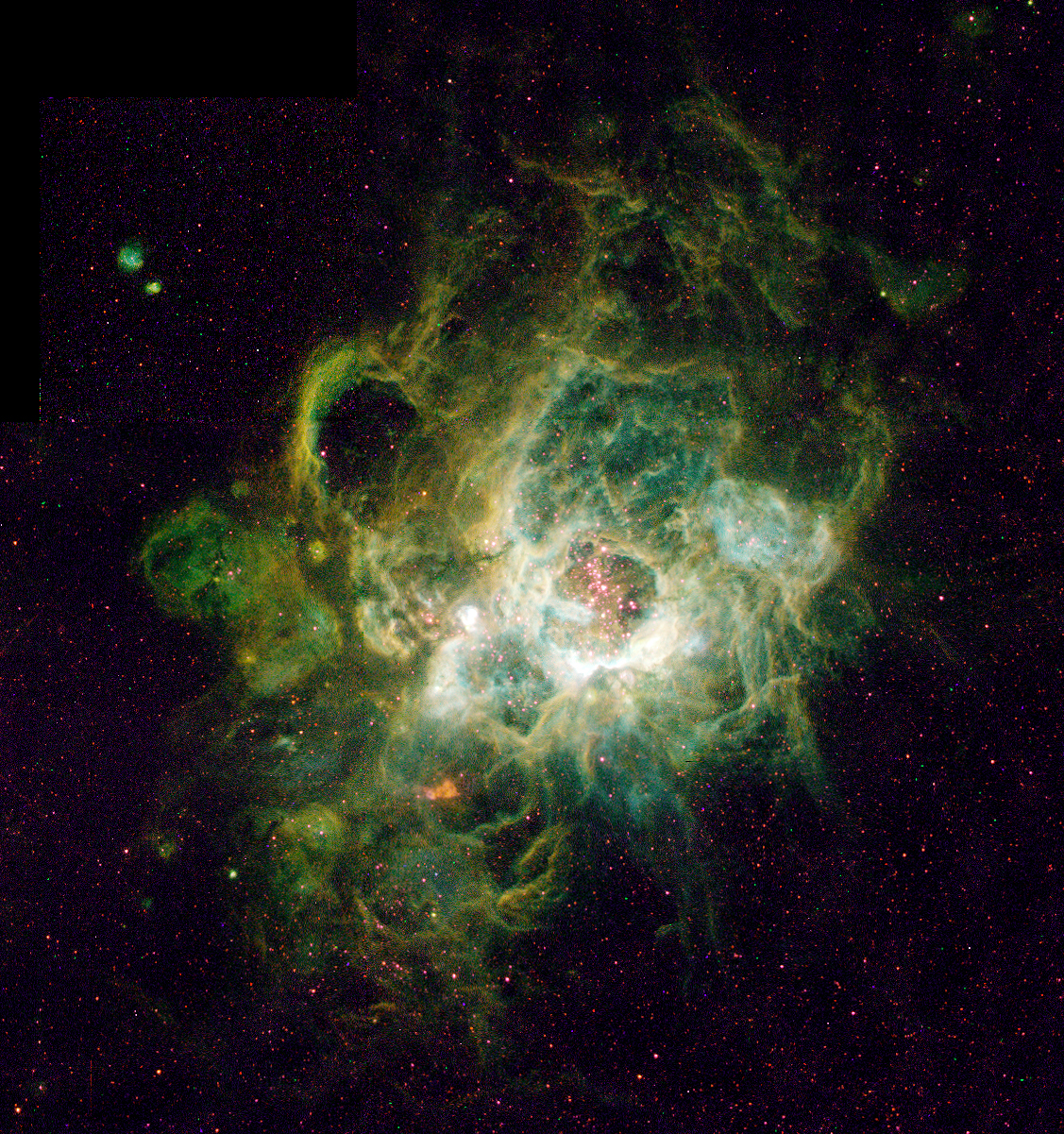
إن جي سي 604 في مجرة المثلث.

من المتوقع أن تصطدم مجرة المثلث ومجرة المرأة المسلسلة مع مجرة درب التبانة حيث تتحركان في اتجاها.
في عام 2005 استطاع فيق علماء من ألمانيا عن طريق مشاهدة  ميزر  H2O [Maser]
وبواسطة مرصد Very Long Baseline Array اقتراح نموذج لحركة دوران مجرة المثلث . وتوصل العلماء إلى نتيجة أن مجرة المثلث تدور بسرعة نحو ميكرو ثانية قوسية في السنة −30 (μ"/a) عند مطلع مستقيم وبسرعة 45 (μ"/a) في السنة عند الميل . ومن تلك النتائج يستنتج العلماء
أن سرعتها في اتجاه مجرتنا تبلغ نحو 190 كيلومتر/ الثانية، مع كون اتجاه الحركة يتم أيضا تقريبا في اتجاه مجرة المرأة المسلسلة (أندروميدا) (أنظر الشكل 1).
مثل تلك القياسات تظهر على عدد قليل من المجرات، وتسجيل تلك التحركات يعطينا تصورا عن حركة المجرات في المجموعة المحلية ، أي مجموعة المجرات التابعة لنا ؛ وهي في مجموعها نحو 40 مجرة معظمهم مجرات صغيرة، ولكن أكبر مجرات المجموعة هي مجرة المرأة المسلسلة، فهي أكبر من مجرتنا.

## صور وتوضيحات
|  |  |  |  |  |

## اقرأ أيضا
| - إن جي سي 604 - المجموعة المحلية - مجرة ماجلان الكبرى - مجرة إهليجية - مجرة حلزونية - نجم - مجرة - قزم أبيض - عملاق أحمر | - الانفجار العظيم - خط زمني للانفجار العظيم - نجم نيوتروني - ثقب أسود - تجمع المعين |  |